# Triméthylglycine
La triméthylglycine (TMG) est un composé organique de la famille des acides aminés. Présente dans les plantes, elle est la première bétaïne découverte et fut longtemps appelée « bétaïne » car elle fut découverte au XIXe siècle dans la betterave sucrière. Depuis, de nombreuses autres bétaïnes ont été découvertes et le nom désigne plutôt à présent la famille de composés, et la triméthylglycine est appelée glycine bétaïne pour la distinguer des autres.

## Structure et propriétés
La triméthylglycine est un acide aminé N-triméthylé. Cet ammonium quaternaire existe sous la forme de zwitterion à pH neutre. 
La triméthylglycine est un solide blanc inodore combustible. Elle est hygroscopique et très soluble dans l'eau. Elle se décompose à 310 °C, tout en s'isomérisant dans l'ester de méthyle de l'acide diméthylaminoacétique à cette température.

## Réactivité
Des acides forts, tels que l'acide chlorhydrique, convertissent la TMG en divers sels ; l'acide chlorhydrique donne par exemple l'hydrochlorure de bétaïne :
(CH3)3N+CH2CO2− + HCl → [(CH3)3N+CH2CO2H]Cl−.
La déméthylation de la TMG donne la diméthylglycine. La dégradation de la TMG donne la triméthylamine, qui donne son odeur au poisson pourri.

## Biochimie et fonctions biologiques

### Biosynthèse
Dans la plupart des organismes, la triméthylglycine est biosynthétisée par oxydation de la choline en deux étapes. L'intermédiaire de cette réaction, l'aldéhyde bétaïne, est produit par l'action de l'enzyme mitochondriale choline oxydase (choline déshydrogénase, (EC 1.1.99.1). L'aldéhyde bétaïne est ensuite oxydé dans les mitochondries ou les cytoplasmes en bétaïne par l'enzyme aldéhyde bétaïne déshydrogénase (EC 1.1.1.8).

### Fonctions biologiques
La TMG est un osmolyte organique que l'on trouve à fortes concentrations (dizaines de millimoles) chez beaucoup d'invertébrés marins, tels que les crustacés ou les mollusques.
La TMG est un important cofacteur pour la méthylation, un processus qui se produit dans toutes les cellules des mammifères pour produire et fournir des groupes méthyle (CH3) pour d'autres processus dans le corps. Ces derniers incluent notamment la synthèse de neurotransmetteurs comme la dopamine, la sérotonine. La méthylation est aussi nécessaire pour la biosynthèse de mélatonine et pour la chaîne respiratoire produisant la coenzyme Q10.
L'étape majeure dans le cycle de méthylation est la reméthylation de l'homocystéine qui se produit via deux voies métaboliques. La principale implique l'enzyme méthionine synthase qui requiert de la vitamine B12 comme cofacteur et nécessite aussi indirectement du folate (vitamine B9) et d'autres vitamines B. La voie mineure implique la bétaïne-homocystéine méthyltransférase et la TMG comme cofacteur. La bétaïne est ainsi impliquée dans la synthèse de molécules biologiquement importantes et peut même être encore plus importante dans des situations où la voie principale pour la régénération de la méthionine à partir de l'homocystéine est compromise par des polymorphismes génétiques.

## Production
La production du saccharose à partir de la betterave sucrière donne comme sous-produit la triméthylglycine. On peut donc récupérer la triméthylglycine lors du traitement des betteraves à sucre selon le procédé suivant : les matières premières riches en sucres sont d'abord lavées afin de les débarrasser de la terre, puis coupées en fines cosses et enfin introduites dans un diffuseur où un courant d'eau chaude (75 °C) extrait le sucre. On obtient un jus brun appelé « jus de diffusion ». On va ensuite appliquer un traitement de calocarbonatation (chaux vive) afin de faire précipiter les impuretés sous forme de protéine et autres substances sous forme de sels de calcium insolubles. Le jus est ensuite concentré par évaporation afin d’obtenir jusqu'à 70 % en matière sèche. Il subit ensuite une cristallisation fractionnée en trois étapes qui donnera le sucre blanc et les mélasses, utilisées pour la fermentation alcoolique et l’alimentation animale. Après distillation des moûts fermentés afin d'obtenir l'éthanol, on récupère des vinasses qui contiennent la triméthylglycine. On purifie celles-ci par chromatographie à échange d'ions et/ou d'exclusion puis on cristallise la triméthylglycine sous la forme de son sel chlorhydrate.

## Utilisation dans l'agriculture et l'aquaculture
Dans l'élevage intensif, le fourrage est enrichi en TMG et lysine pour accroître la masse musculaire des cheptels (et ainsi le « rendement en carcasse », le taux de viande utilisable).
En salmoniculture, la TMG est utilisée pour rehausser la pression osmotique sur les cellules des saumons lorsqu'ils sont transférés de l'eau douce à l'eau salée,.
Les compléments en TMG font décroître la quantité de tissus adipeux chez les cochons ; cependant, la recherche sur les êtres humains a montré que la TMG n'avait aucun effet sur la masse corporelle, sa composition, ou la dépense énergétique au repos.

## Utilisation dans l'alimentation humaine
| Aliment         | Masse de TMG (en mg) pour 100 g d'aliment |
| --------------- | ----------------------------------------- |
| Quinoa          | 630                                       |
| Épinard         | 577                                       |
| Son de blé      | 360                                       |
| Chénopode blanc | 332                                       |
| Betterave       | 256                                       |

### Compléments alimentaires et traitements médicaux
Même si un supplément de TMG dans sa nourriture diminue la quantité de tissu adipeux chez le porc, la recherche chez les êtres humains, lorsqu'il est utilisé en complément d'un régime hypocalorique, n'a pas montré qu'il avait un effet sur la masse corporelle, sa composition, ou la dépense énergétique au repos.
La Food and Drug Administration américaine a autorisé la « triméthylglycine anhydre » (connue sous la marque Cystadane) pour le traitement de l'homocystinurie, une maladie causée par des taux anormalement élevés en homocystéine à la naissance.
Les compléments en TMG peuvent causer diarrhées, maux d'estomac ou nausées. Les personnes en surpoids ou celles suivant un traitement pour des problèmes rénaux prenant des compléments en TMG, acide folique et vitamine B6 peuvent subir une hausse dans leur taux de cholestérol.